# Sloupský potok (přítok Smědé)
Sloupský potok (číslo hydrologického pořadí 2-04-10-009) je vodní tok ve Frýdlantském výběžku na severu Libereckého kraje České republiky. Pramení v nadmořské výšce 970 metrů na severovýchodním svahu Holubníku a po celkem 8,5 kilometru dlouhém toku se v Raspenavě ve výšce 334 m n. m. levostranně vlévá do řeky Smědé. Povodí potoka má rozlohu 20 kilometrů čtverečních a u ústí dosahuje průměrný průtok 0,48 kubický metrů za sekundu.
Potok se řadí mezi vodohospodářsky významné toky. V celé své délce je označován za pstruhovou vodu. Po svém toku kompletně leží na území Chráněné krajinné oblasti Jizerské hory a protéká též areálem někdejší národní přírodní rezervace Štolpichy. Na horním toku až po osadu Ferdinandov lze na Sloupském potoce najít četné peřeje a vodopády, z nichž nejvyšší dosahuje výšky 30 metrů.